# USS LST-968
O USS LST-968 foi um navio de guerra norte-americano da classe LST que operou durante a Segunda Guerra Mundial.